# Сан-Джованні-аль-Натізоне
Сан-Джованні-аль-Натізоне (італ. San Giovanni al Natisone) — муніципалітет в Італії, у регіоні Фріулі-Венеція-Джулія,  провінція Удіне.
Сан-Джованні-аль-Натізоне розташований на відстані близько 460 км на північ від Рима, 50 км на північний захід від Трієста, 16 км на південний схід від Удіне.
Населення — 6260 осіб (2014).
Щорічний фестиваль відбувається 24 червня. Покровитель — святий Іван Хреститель.

## Демографія
Населення за роками:

Станом на 1 січня 2023 року в муніципалітеті офіційно проживав 751 іноземець з 48 країн, серед них 193 громадяни країн Євросоюзу та 37 громадян України.

## Сусідні муніципалітети
- Кьоприс-Вісконе
- Кормонс
- Корно-ді-Розаццо
- Манцано
- Тривіньяно-Удінезе